# Adriaan Paulus Johannes Fourie
Adriaan Paulus Johannes Fourie (né le 11 août 1882 à Philipstown, colonie du Cap et mort le 6 juillet 1941 à Leysdorp, Transvaal en Afrique du Sud) était un avocat et un homme politique d'Afrique du Sud, membre du parti national puis du parti uni (1934-1939) et ministre au sein des gouvernements de James Barry Hertzog entre 1929 et 1939.
Membre du parlement pour la circonscription de Somerset-Est (1920-1925) et pour celle de Gordonia (1929-1938), sénateur, il fut également administrateur de la province du Cap (1925-1929).

## Origine
Après des études au Victoria College de Stellenbosch et au South African College au Cap, Adriaan Fourie commence en 1899 sa carrière de professeur à Schweizer-Reneke lorsque débute la seconde guerre des Boers. Il rejoint les forces républicaines et devient un rebelle du Cap en prenant les armes contre la puissance coloniale britannique. En 1900, il participe à la bataille de Paardekraal au côté du général Piet Cronje. Capturé, il est exilé sur l'île de Sainte-Hélène.
Après la fin de la guerre, il s'installe à Philipstown dans le nord de la colonie du Cap en tant qu'avocat stagiaire. Il s'installe ensuite à Thaba Nchu dans l’État libre d'Orange puis enfin à Somerset East en 1911 où il fonde son propre cabinet d'avocats.

## Carrière politique
Fourie entame également une carrière politique et en 1912 est élu maire de Somerset East et occupe ce poste jusqu'en août 1915. Il adhère à la section du Cap du tout nouveau  parti national lors de son congrès fondateur en 1915 à Middelburg et siège au sein de ses instances administratives.
Le 15 mai 1917, Adriaan Fourie est élu membre du conseil provincial pour la circonscription de Somerset puis en 1920 est élu au parlement pour la circonscription de Somerset East contre le député sortant, Andries Stockenström (parti sud-africain). Il est réélu un an plus tard lors des élections anticipées. À l'Assemblée, Fourie siège au comité permanent des comptes publics, dont il devient le président, et initie, via une commission d'enquête parlementaire, la création du département ministériel de l'irrigation.
En 1924, Fourie est de nouveau réélu à l'Assemblée tandis que le parti national remporte les élections nationales. En 1926, le premier ministre James Barry Hertzog le nomme administrateur de la province du Cap, succédant à Sir Frederic de Waal. Il exerce peu de temps son mandat car en 1929, J.B.M. Hertzog l'appelle au gouvernement au poste de ministre des mines et des industries. Pour pouvoir exercer ses nouvelles fonctions, Fourie doit obtenir un nouveau mandat de parlementaire. Une élection partielle est provoquée en octobre 1929 dans la circonscription de Gordonia où Fourie est élu.
En 1933, Fourie est réélu député sous les couleurs de la coalition (entre le parti national et le parti sud-africain), constituée entre les deux grands partis de gouvernement pour faire face à la Grande Dépression. La conférence conjointe des deux parties à Bloemfontein le 5 décembre 1934 décide de la fusion en un seul parti uni mais le parti national du Cap dirigé par Daniel François Malan refuse de se dissoudre. Adriaan Fourie décide de rester dans le camp de J.B.M. Hertzog et rejoint le parti uni, poursuivant sa carrière au sein du cabinet en tant que ministre du travail, du commerce et de l'industrie. Battu lors des élections de mai 1938, la décision de Hertzog de le nommer au poste de sénateur représentant les intérêts de la population noire, provoque une crise ministérielle au sein du gouvernement en septembre 1938 et à la démission de Jan Hendrik Hofmeyr qui estime Fourie non compétent sur les questions autochtones.
En 1939, le parti uni se scinde entre partisans de l'entrée en guerre au côté des Britanniques contre l'Allemagne nazi et partisans de la neutralité. Hertzog, partisan de la neutralité est mis en minorité et contraint à la démission de son poste de premier ministre. Adriaan Fourie lui reste loyal et quitte le gouvernement et le parti uni au côté notamment de Nicolaas Havenga, de Oswald Pirow et de Jan Kemp.

## Sources
- DJ Potgieter, Standard Encyclopaedia of Southern Africa. Cape Town: Nasionale Opvoedkundige Uitgewery (Nasou), 1972
- Christopher Saunders, An Illustrated dictionary of South African history. Sandton: Ibis Books and Editorial Services, 1994
- Ben Schoeman, Parlementêre verkiesings in Suid-Afrika 1910-1976, Pretoria: Aktuele Publikasies, 1977
- John Smith, Somerset-Oos-gedenkboek. 1825-1975, Somerset-Oos: Sentrale Feeskomitee, 1974

- (af) Cet article est partiellement ou en totalité issu de l’article de Wikipédia en afrikaans intitulé « Adriaan Fourie » (voir la liste des auteurs).